# Lago Murten

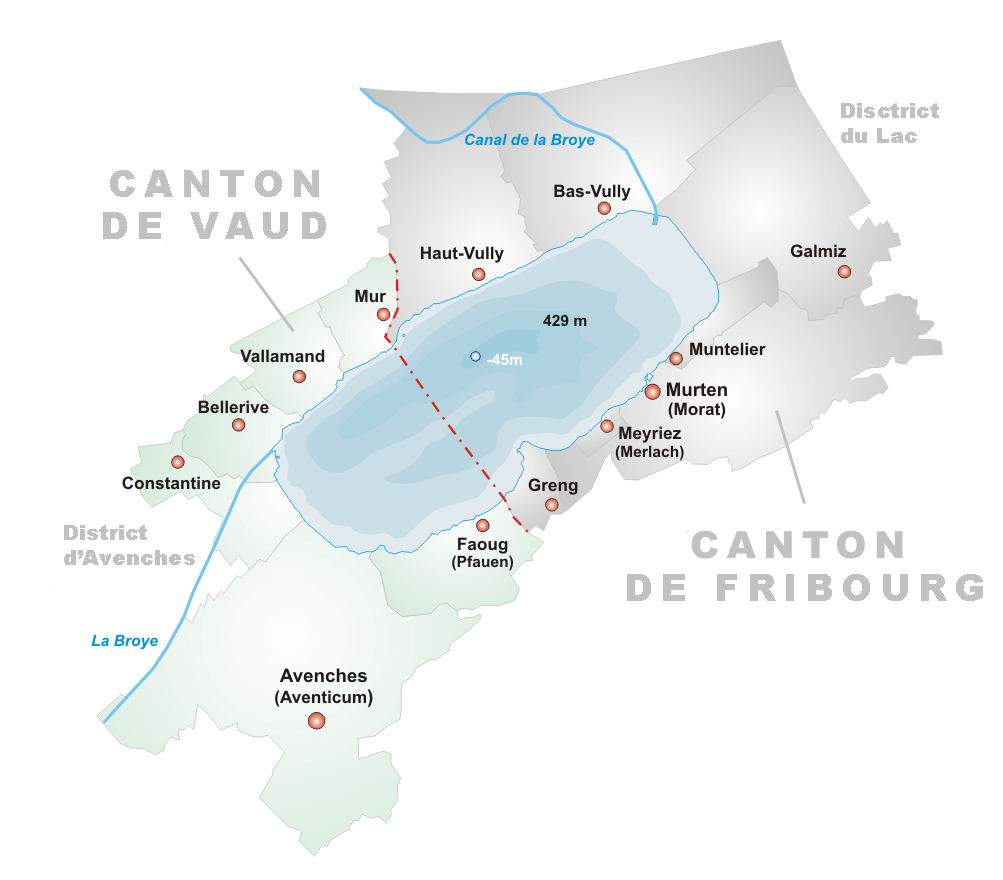

O Lago de Morat - Murten em alemão -  é um lago localizado Suíça entre o cantão de Fribourg e o cantão de Vaud, na cordilheira de Jura, ao sopé do Mont Vully.
É o menor dos lagos, da região de Três Lagos, tendo 22,8 km² 
O Lago de Morat serve, com o  Lago de Neuchâtel, de bacia hidrográfica de compensação para as águas do Aar que correm para o Lago  de Bienna, pois se o nível deste subir muito, poderia para e mesmo correr no sentido contrário.